# كونراد إل. ويرث
كونراد إل. ويرث (بالإنجليزية: Conrad L. Wirth)‏ هو مهندس المناظر الطبيعية أمريكي، ولد في 1 ديسمبر 1899 في هارتفورد في الولايات المتحدة، وتوفي في 25 يوليو 1993 في ويليامزتاون في الولايات المتحدة.